# Ulrica Eleonora di Svezia
(Motto di Ulrica Eleonora)
Ulrica Eleonora di Svezia (Stoccolma, 23 gennaio 1688 – Stoccolma, 24 novembre 1741), anche nota come Ulrica Eleonora la Minore, fu regina regnante di Svezia dal 5 dicembre 1718 al 29 febbraio 1720, e in seguito regina consorte fino alla sua morte.
Era la figlia più giovane del re Carlo XI e della regina Ulrica Eleonora la Maggiore; fu così chiamata in onore di sua madre. Alla morte del fratello Carlo XII, nel 1718, rivendicò il trono. La sua defunta sorella maggiore, la principessa Edvige Sofia, aveva lasciato un figlio, Carlo Federico di Holstein-Gottorp, che aveva la pretesa migliore per primogenitura. Ma Ulrica Eleonora affermò che ella era la parente sopravvissuta più stretta del defunto re (secondo il concetto di "prossimità di sangue") e citò il precedente della regina Cristina. Fu riconosciuta come successore dal Riksdag dopo avere acconsentito a rinunciare ai poteri di monarca assoluto stabiliti da suo padre Carlo XI. Abdicò nel 1720 in favore del suo consorte, il langravio Federico I di Assia-Kassel.

## Biografia

### I primi anni
Ulrica Eleonora nacque il 23 gennaio 1688 al palazzo reale di Stoccolma, figlia del re Carlo XI di Svezia e di sua moglie Ulrica Eleonora di Danimarca. Durante la sua infanzia venne un po' trascurata dai genitori, che le preferivano la sorella Edvige Sofia, più intelligente e talentuosa di lei. Già all'epoca la principessa di Svezia venne descritta come cordiale, umile e dignitosa, dotata di ottimi atteggiamenti e mani bellissime, ma di carattere era timida e solitaria, forse a causa dell'aspetto che non era dei più attraenti.
Era molto dotata nel campo della musica e suonava il clavicembalo, mentre sua sorella Edvige Sofia spesso l'accompagnava con il canto. Da sua nonna paterna, che ne fu anche la tutrice, venne descritta da piccola come testarda e pretenziosa, solita a mettersi a letto per dimostrare la propria disapprovazione. Sul lato delle passioni l'attraevano moltissimo i gioielli e si dedicava alla collezione di monete. Amante del teatro, quando diverrà regina chiamerà a corte compagnie di ballo francesi e tedesche.

### Il matrimonio
Appena divenne in età da marito la sua posizione venne di molto rivalutata. Dal momento che suo fratello, il re Carlo XII, era celibe e senza figli, lei era considerata una probabile erede al trono svedese e attirò per questo su di sé moltissime proposte di matrimonio, tra cui quella del futuro re Giorgio II del Regno Unito e del principe ereditario Federico d'Assia-Kassel. Nel 1698 vennero proposti dei matrimoni tra Ulrica Eleonora e il principe Carlo di Danimarca e tra suo fratello Carlo XII di Svezia e Sofia Edvige di Danimarca, ma il piano fallì a causa dei conflitti tra i due Paesi. Ulrica Eleonora ottenne quindi di sposare Federico Guglielmo I di Prussia ma il matrimonio venne annullato per volere del fratello Carlo XII. Il duca Giovanni Guglielmo di Sassonia-Gotha-Altenburg tentò di corteggiare la giovane principessa svedese, ma dovette rinunciare all'idea di sposarla.
Infine il 23 gennaio 1714 Ulrica Eleonora si fidanzò ufficialmente con il principe Federico d'Assia-Kassel. Il fidanzamento fu fortemente supportato dalla nonna paterna Edvige Eleonora, perché avrebbe imposto alla nipote di seguire lo sposo in Germania, dando ampio spazio di successione a un altro nipote, Carlo Federico di Holstein-Gottorp. L'idea tra l'altro era anche quella dello sposo Federico d'Assia-Kassel, il quale, sebbene innamorato di Ulrica Eleonora, puntava essenzialmente al ricco trono svedese. Il matrimonio tra i due venne celebrato il 24 marzo 1715.

### Principessa ereditaria di Svezia
A livello politico, pur come principessa di Svezia, Ulrica Eleonora aveva saputo agire molto bene, in quanto si era guadagnata la più assoluta fiducia del fratello, che già dal 1712 aveva pensato di nominarla sua erede al trono e che dal 2 novembre 1713 l'aveva introdotta alle riunioni del consiglio di Stato. Quando Carlo XII sostò molto all'estero, a causa delle guerre che stava conducendo contro le altre potenze europee, ella non tardò a inviargli una missiva nella quale lo invitava a tornare in patria, avvertendolo delle possibili conseguenze della sua assenza. Con il consenso del sovrano, le fu affidata la firma dei decreti regi, a eccezione di quelli specificatamente da lui voluti o di quelli che richiedessero un parere esplicito del re.
Malgrado questa posizione di potere, l'umiltà di Ulrica Eleonora le impose di non fare proposte proprie al consiglio, ma si limitò a svolgere un lavoro di rappresentanza nei confronti del fratello assente. Ulrica Eleonora, così facendo, ebbe poche occasioni di incontrare il fratello durante gli anni del suo regno e dopo sedici anni lo rivide nel 1716 a Vadstena e, per l'ultima volta, a Kristinehamn nel 1718.

### Il regno

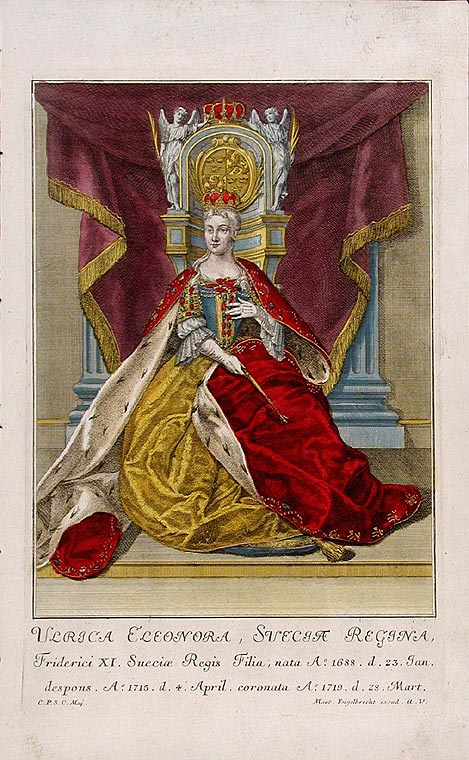
Ulrica Eleonora, regina di Svezia, in una stampa d'epoca

Il 5 dicembre 1718 Ulrica Eleonora venne informata della morte di suo fratello Carlo XII sul campo e venne acclamata poco dopo dal parlamento regina, come disposto dal defunto monarca. Introdotta timidamente al governo, e per una causa improvvisa quanto dolorosa, Ulrica Eleonora prese subito coscienza del suo nuovo ruolo di sovrana e nelle settimane successive alla sua proclamazione, tra i primi atti del suo governo, fece imprigionare tutti i seguaci dell'ex primo ministro Georg Heinrich von Görtze, abolendo tutte le leggi emesse dal gruppo.
Come era prevedibile, da più parti la posizione di Ulrica Eleonora fu ben presto ampiamente contestata, in quanto molti ritenevano che a succedergli dovesse essere il figlio di sua sorella, il duca Carlo Federico di Holstein-Gottorp. Alla fine, dopo numerosi compromessi, Ulrica Eleonora venne eletta regina il 23 gennaio 1719 solo con la promessa che avrebbe fortemente ridotto il potere regio introdotto dal 1680 e intensificato da suo fratello.
La regina dovette quindi acconsentire subito alla proclamazione di una nuova costituzione che limitava molto i poteri del monarca. La sua incoronazione, che ebbe luogo nel marzo del 1719 a Uppsala, venne seguita dalla nobilitazione delle numerose famiglie che l'avevano sostenuta nella sua salita al trono. In quindici mesi Ulrica Eleonora creò 180 nuovi titoli nobiliari, più di qualsiasi altro monarca nella storia svedese: un conte, due baroni e otto nobili ogni mese. La sua più stretta confidente fu Emerentia von Düben (1669–1753), la sua vecchia nutrice, che venne creata contessa e nominata sua prima dama di compagnia nel 1707. Le due donne mantennero sempre una strettissima relazione; Düben fu sua consigliera e suo sostegno, pur non abusando mai della sua influenza, comportandosi come una madre.
Ulrica Eleonora era però favorevole a una monarchia assoluta e mal sopportava l'ingerenza del parlamento nelle sue operazioni di governo; l'unico fatto che l'aveva spinta ad accettare la nuova costituzione era il fatto di non perdere il trono. A tal proposito decise di supportare le ambizioni politiche del marito nel divenire sua coreggente seguendo l'esempio di Guglielmo III e Maria II d'Inghilterra, ma questo non le venne permesso dal Riksdag, in quanto i coreggenti erano stati proibiti in Svezia dal XV secolo. A questo punto, pressata da più parti e dopo appena un anno di regno, Ulrica Eleonora abdicò completamente in favore del marito, il quale nel 1720 venne incoronato re con il nome di Federico I.

### Regina consorte

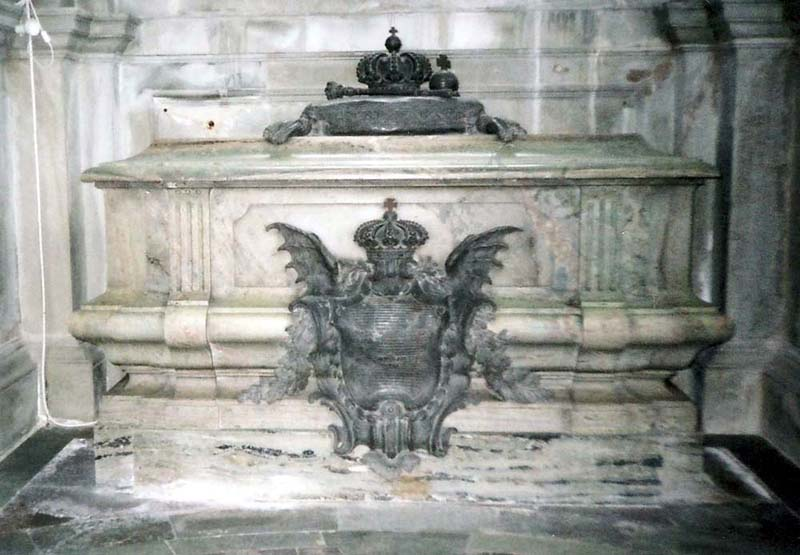
Il sarcofago di Ulrica Eleonora nella chiesa di Riddarholm a Stoccolma

Ulrica Eleonora era sempre stata sposa fedele e leale per Federico, ancor più dopo che quest'ultimo divenne sovrano di Svezia. Nel 1724 la regina espresse il desiderio di dare un erede al trono al suo Paese, ma non ebbero figli. Il re Federico aveva numerose amanti e le sue relazioni extraconiugali aumentarono vertiginosamente man mano che gli anni passavano e la moglie non riusciva a dargli figli. Nel 1730 egli divenne il primo re nella storia della Svezia ad avere un'amante ufficiale, la giovane nobildonna Hedvig Taube, la quale ottenne il titolo di contessa di Hessenstein. La reazione della regina a questo fatto non è dato a sapersi, né Ulrica Eleonora lasciò mai nei suoi scritti traccia di questo fatto, preferendo invece ritirarsi dalla corte e devolversi a opere religiose e caritatevoli. Malgrado questa sua lontananza, Federico la nominò sua reggente durante la sua assenza dal 1731 al 1738 e fu durante questo periodo che Ulrica Eleonora riuscì a chiudere il teatro di Bollhuset inaugurato dal marito, accogliendo le opposizioni avanzate dal clero. Il teatro a ogni modo venne riaperto l'anno successivo per volere del marito.
La regina Ulrica Eleonora morì di vaiolo nel 1741. Il regno di suo marito segnò l'inizio di un periodo tradizionalmente conosciuto come "epoca della libertà svedese", nel quale la monarchia svedese perse gran parte del suo potere a vantaggio della nobiltà.

## Ascendenza
|                                     |                           |                                  | Genitori                                   |  |  | Nonni |  |  | Bisnonni                                              |  |  | Trisnonni                             |  |
|                                     |                           |                                  |                                            |  |  |       |  |  | Giovanni Casimiro del Palatinato-Zweibrücken-Kleeburg |  |  | Giovanni I del Palatinato-Zweibrücken |  |
|                                     |                           |                                  |                                            |  |  |       |  |  | Giovanni Casimiro del Palatinato-Zweibrücken-Kleeburg |  |  | Giovanni I del Palatinato-Zweibrücken |  |
|                                     |                           | Maddalena di Jülich-Kleve-Berg   |                                            |  |  |       |  |  | Giovanni Casimiro del Palatinato-Zweibrücken-Kleeburg |  |  |                                       |  |
| Carlo X Gustavo di Svezia           |                           |                                  |                                            |  |  |       |  |  | Giovanni Casimiro del Palatinato-Zweibrücken-Kleeburg |  |  |                                       |  |
|                                     |                           | Caterina di Svezia               | Carlo IX di Svezia                         |  |  |       |  |  |                                                       |  |  |                                       |  |
|                                     |                           | Caterina di Svezia               | Carlo IX di Svezia                         |  |  |       |  |  |                                                       |  |  |                                       |  |
|                                     |                           | Caterina di Svezia               | Anna Maria del Palatinato-Simmern          |  |  |       |  |  |                                                       |  |  |                                       |  |
| Carlo XI di Svezia                  |                           | Caterina di Svezia               |                                            |  |  |       |  |  |                                                       |  |  |                                       |  |
|                                     |                           | Federico III di Holstein-Gottorp | Giovanni Adolfo di Holstein-Gottorp        |  |  |       |  |  |                                                       |  |  |                                       |  |
|                                     |                           | Federico III di Holstein-Gottorp | Giovanni Adolfo di Holstein-Gottorp        |  |  |       |  |  |                                                       |  |  |                                       |  |
|                                     |                           | Federico III di Holstein-Gottorp | Augusta di Danimarca                       |  |  |       |  |  |                                                       |  |  |                                       |  |
| Edvige Eleonora di Holstein-Gottorp |                           | Federico III di Holstein-Gottorp |                                            |  |  |       |  |  |                                                       |  |  |                                       |  |
|                                     |                           | Maria Elisabetta di Sassonia     | Giovanni Giorgio I di Sassonia             |  |  |       |  |  |                                                       |  |  |                                       |  |
|                                     |                           | Maria Elisabetta di Sassonia     | Giovanni Giorgio I di Sassonia             |  |  |       |  |  |                                                       |  |  |                                       |  |
|                                     |                           | Maria Elisabetta di Sassonia     | Maddalena Sibilla di Hohenzollern          |  |  |       |  |  |                                                       |  |  |                                       |  |
| Ulrica Eleonora di Svezia           |                           | Maria Elisabetta di Sassonia     |                                            |  |  |       |  |  |                                                       |  |  |                                       |  |
|                                     | Cristiano IV di Danimarca | Federico II di Danimarca         |                                            |  |  |       |  |  |                                                       |  |  |                                       |  |
|                                     | Cristiano IV di Danimarca | Federico II di Danimarca         |                                            |  |  |       |  |  |                                                       |  |  |                                       |  |
|                                     | Cristiano IV di Danimarca | Sofia di Meclemburgo-Güstrow     |                                            |  |  |       |  |  |                                                       |  |  |                                       |  |
| Federico III di Danimarca           | Cristiano IV di Danimarca |                                  |                                            |  |  |       |  |  |                                                       |  |  |                                       |  |
|                                     |                           | Anna Caterina del Brandeburgo    | Gioacchino Federico di Brandeburgo         |  |  |       |  |  |                                                       |  |  |                                       |  |
|                                     |                           | Anna Caterina del Brandeburgo    | Gioacchino Federico di Brandeburgo         |  |  |       |  |  |                                                       |  |  |                                       |  |
|                                     |                           | Anna Caterina del Brandeburgo    | Caterina di Brandeburgo-Küstrin            |  |  |       |  |  |                                                       |  |  |                                       |  |
| Ulrica Eleonora di Danimarca        |                           | Anna Caterina del Brandeburgo    |                                            |  |  |       |  |  |                                                       |  |  |                                       |  |
|                                     |                           | Giorgio di Brunswick-Lüneburg    | Guglielmo il Giovane di Brunswick-Lüneburg |  |  |       |  |  |                                                       |  |  |                                       |  |
|                                     |                           | Giorgio di Brunswick-Lüneburg    | Guglielmo il Giovane di Brunswick-Lüneburg |  |  |       |  |  |                                                       |  |  |                                       |  |
|                                     |                           | Giorgio di Brunswick-Lüneburg    | Dorotea di Danimarca                       |  |  |       |  |  |                                                       |  |  |                                       |  |
| Sofia Amalia di Brunswick-Lüneburg  |                           | Giorgio di Brunswick-Lüneburg    |                                            |  |  |       |  |  |                                                       |  |  |                                       |  |
|                                     |                           | Anna Eleonora d'Assia-Darmstadt  | Luigi V d'Assia-Darmstadt                  |  |  |       |  |  |                                                       |  |  |                                       |  |
|                                     |                           | Anna Eleonora d'Assia-Darmstadt  | Luigi V d'Assia-Darmstadt                  |  |  |       |  |  |                                                       |  |  |                                       |  |
|                                     |                           | Anna Eleonora d'Assia-Darmstadt  | Maddalena di Brandeburgo                   |  |  |       |  |  |                                                       |  |  |                                       |  |
|                                     |                           | Anna Eleonora d'Assia-Darmstadt  |                                            |  |  |       |  |  |                                                       |  |  |                                       |  |